# Los Angeles Rams
Die Los Angeles Rams (deutsch Los Angeles Widder) sind ein American-Football-Team der National Football League (NFL) aus Los Angeles. Sie spielen zusammen mit den Arizona Cardinals, den San Francisco 49ers und den Seattle Seahawks in der Western Division der National Football Conference (NFC). Die Vereinsfarben sind königsblau und gold.
Mit dem Gründungsjahr 1936 zählen die Rams zu den ältesten Teams der NFL. Ursprünglich in Cleveland aufgestellt, zog das Team nach der Saison 1945 weiter nach Los Angeles, Anaheim und 1995 nach St. Louis. Von dort aus ging es 2016 zurück nach Los Angeles.
Die Rams gewannen bisher vier Meistertitel, davon zwei Super Bowl, ihren letzten in der Saison 2021. Sie wurden darüber hinaus sechsmal Conference Champion.

## Geschichte

### 1936–1945: Gründung und Anfänge in Cleveland
1936 gründeten der Anwalt Homer Marshman und der Trainer Damon Wetzel in Cleveland, Ohio die Cleveland Rams. Der Name Rams wurde gewählt, da Wetzel Fan der Fordham Rams, die College-Mannschaft der Fordham University war und auch Marshman als rechtmäßiger Besitzer nichts dagegen hatte. Die erste Saison spielte man in der neu gegründeten American Football League (AFL) und schloss mit dem zweiten Platz ab. Am 12. Februar 1937 traten die Rams der National Football League (NFL) bei und spielten dort in der Western Division. Dort hatten sie allerdings keinen großen Erfolg und mussten 1943 sogar den Spielbetrieb aufgrund des Spielermangels einstellen. Nach der Rückkehr und mit dem Rookie Quarterback Bob Waterfield konnte allerdings 1945 die erste Meisterschaft gegen die Washington Redskins gewonnen werden. Zuvor wurde die Mannschaft auch an den New Yorker Börsenhändler Dan Reeves verkauft.

### 1946–1994: Erster Umzug und Etablierung in Los Angeles
Da die Rams für Reeves bis dahin ein Verlustgeschäft waren, kündigte er an, seine Mannschaft nach Los Angeles zu verlegen. Nachdem die Konflikte mit den anderen Teambesitzern beigelegt wurden, konnte Reeves mit seiner Mannschaft 1946 nach L.A. ziehen. Dort spielten sie nun als Los Angeles Rams und waren damit die erste Mannschaft, die an der Westküste spielten. Im Gegensatz zu späteren Umzüge anderer Mannschaften, konnte Cleveland den Abgang der Rams sehr gut verkraften, da die Cleveland Browns umgehend den Platz der Rams einnahmen und alle vier AAFC-Titel gewannen. 1950 schlossen sie sich ihrerseits der NFL an. In Los Angeles musste man sich anfangs einen harten Konkurrenzkampf mit den Los Angeles Dons aus der AAFC stellen. Dank Spielern wie Quarterback Norm Van Brocklin, Elroy Hirsch oder Tom Fears setzten sich die Rams aber schließlich durch. Höhepunkt war dabei der Gewinn der zweiten Meisterschaft 1951 gegen die Browns, gegen die man im Vorjahr noch verloren hatte. Die nächsten rund 20 Jahren verliefen für die Rams weniger erfolgreich, da man von 1952 bis 1972 nur viermal die Play-offs erreichte. Anfang der Siebziger gab es jedoch bei den Rams einige große Veränderungen. So verstarb am 15. April 1971 der langjährige Besitzer Dan Reeves. Die Rams wurden daraufhin 1972 von Robert Irsay erworben. Dieser tauschte unmittelbar nach dem Erwerb die Rams gegen die Baltimore Colts ein. Deren Besitzer Carroll Rosenbloom übernahm die Schafsböcke. Nach Rosenblooms Tod übernahm dessen Witwe Georgia Frontiere das Team. 1973 wurde zudem Chuck Knox als Head Coach verpflichtet, mit dem die Rams die nächsten Jahre immer ihre Division gewinnen konnten. Der Höhepunkt war dabei die Teilnahme am Super Bowl XIV, den man allerdings gegen die Pittsburgh Steelers mit 19:31 verlor. 1980 zogen die Rams von L.A. nach Anaheim, eine Stadt im kalifornischen Bezirk Orange County ins Anaheim Stadium, um u. a. der blackout Rule der NFL zu umgehen. Diese besagte bis 2014, dass ein Spiel nur im heimischen Fernsehen ausgestrahlt werden darf, wenn bis 72 Stunden vor Kickoff alle Karten verkauft wurden. Im über 90.000 Plätze fassendem Los Angeles Memorial Coliseum war das Stadion selbst zur besten Zeit der Rams nie vollständig ausverkauft, weshalb viele Spiele nicht live gezeigt werden durften. Mit dem Zuzug der Oakland Raiders nach L.A., den Gewinnen der Meisterschaften der Los Angeles Lakers und den Los Angeles Dodgers in ihren Ligen und dem starken Medieninteresse an Wayne Gretzky, der für die Los Angeles Kings spielte, nahm die Popularität der Rams in den Achtzigern stark ab.

### 1995–2015: Zweiter Umzug und Krönung in St. Louis
Anfang der 1990er Jahre versuchte Georgia Frontiere die Finanzierung eines neuen Stadions im Großraum Los Angeles zu erreichen, allerdings vergeblich. Dies nutzte St. Louis, das 1988 seine Cardinals an Phoenix, Arizona, verloren hatte. Nach dem Beilegen der Differenzen mit den anderen NFL-Eigentümern konnten die Rams ab 1995 als St. Louis Rams spielen. Nachdem man die ersten beiden Saisons in St. Louis eher durchschnittlich spielte und nur Isaac Bruce für Aufsehen sorgte, wurde 1997 Dick Vermeil als Head Coach und Orlando Pace verpflichtet. Mit den weiteren Verpflichtungen von Kurt Warner, Marshall Faulk, Torry Holt, Az-Zahir Hakim und Ricky Proehl gelang ihnen 2000 ihr erster Super-Bowl-Triumph, als sie die Tennessee Titans mit 23:16 besiegten. Die Offense um Kurt Warner, der nach der Saison und nach dem Super Bowl jeweils zum NFL MVP und Super Bowl MVP gewählt wurde, wird bis heute The Greatest Show on Turf (GSOT) genannt. In der Folgesaison war mit ihrem neuen Head Coach Mike Martz dann bereits in der ersten Runde der Play-offs, dem Wildcard-Game, Endstation für den Titelverteidiger. Allerdings gelang dem Team um Warner nur ein Jahr später der Einzug in Super Bowl XXXVI, wo sie als hoher Favorit gegen die New England Patriots (mit Tom Brady in seinem ersten Finale) erst durch ein Field Goal von Adam Vinatieri wenige Sekunden vor Schluss verloren.
Die letzte größere Erfolgsära unter Mike Martz endete 2005 mit einer eher durchwachsenen Saison, die vom krankheitsbedingten Karriereende des Head Coaches und den Verletzungen von zwischenzeitlich zwei Starting-Quarterbacks geprägt war.
Anfang 2008 starb Frontiere und ihre Kinder verkauften das Team an den Milliardär Stan Kroenke, der bereits einen Minderheitsanteil am Team besaß. Dieser plante von Anfang an die Rückkehr der Rams nach Los Angeles und stellte schließlich Pläne für ein neues gigantisches Stadion in Inglewood, einem Vorort von Los Angeles, vor.

### Seit 2016: Wieder Umzug nach Los Angeles
Seit der Saison 2016 spielen die Rams wieder in Los Angeles. Sie setzten sich damit gegen ein gemeinsames Angebot der San Diego Chargers und der Oakland Raiders durch, die ebenfalls in die Stadt wollten. Los Angeles ist der zweitgrößte Fernsehmarkt der USA und war seit dem Fortzug der Rams und dem der Raiders zur Saison 1995 der einzige größere Fernsehmarkt der USA ohne NFL-Team. Die Teambesitzer der NFL stimmten am 12. Januar 2016 mit 30 zu 2 für das Angebot der Rams. Die Rams werden dafür im Vorort Inglewood ein mit Glas überdachtes Stadion bauen, dessen geplante Baukosten von drei Milliarden US-Dollar es zur weltweit teuersten Sportstätte machen würden. In diesem Zusammenhang wurde den Chargers die Option angeboten, zusammen mit den Rams nach Los Angeles zu kommen. Am 12. Januar 2017 gaben die Chargers bekannt, dass sie zurück nach Los Angeles ziehen und sich mit den Rams das neue Stadion teilen werden. Hätten die Chargers die Option nicht wahrgenommen, hätten die Raiders dieses Angebot erhalten.
Die Fertigstellung des neuen SoFi Stadium war ursprünglich für 2019 geplant, verzögerte sich aber aufgrund ungewöhnlich hoher Regenmengen während der Bauphase bis 2020. Bis dahin waren die Rams, wie schon von 1946 bis 1979, im Los Angeles Memorial Coliseum beheimatet.
Nachdem die Rams wieder nach L.A. gezogen waren und in der Offseason keine Spielerwechsel stattfanden, nutzten sie den Draft 2016, um sich von den Tennessee Titans in einem großen Tausch den Top-Pick des Draftes zu holen. Dabei gaben die Rams ihren Erstrunden-Pick, zwei Zweitrunden- und einen Drittrunden-Pick, sowie ihren Erst- und Drittrunden-Pick des Draftes 2017 nach Nashville ab. Dafür bekamen die Rams neben dem Top-Pick den Viert- und Sechstrunden-Pick der Titans. Tennessee konnte sich den Tausch des Erstrunden-Picks leisten, da sie im Draft 2014 mit Marcus Mariota ihren Franchise-Quarterback gedraftet hatten. Mit den zusätzlichen Picks war es den Titans möglich, eine stabile Mannschaft um Mariota aufzubauen. Im Gegensatz dazu brauchten die Rams für ihre neue Heimat einen neuen Franchise-Spieler. Mit dem First-Round Pick im Draft wählten die Rams Quarterback Jared Goff aus. Er wurde nicht zum Starter befördert, da er sich erst an die Spielweise der NFL gewöhnen sollte. Stattdessen wurde er von Case Keenum vertreten. Nachdem sie in Woche 2 ihr erstes Regular-Season Heimspiel seit 1994 gewinnen konnten und weitere Siege folgten, gewannen die Rams in den folgenden 10 Spielen nur noch eins. Trotz erneuter negativer Bilanz wurde der Vertrag von Headcoach Jeff Fisher um zwei weitere Jahre verlängert. Nach der 14:42-Heimniederlage gegen die Falcons entschied man sich dennoch, Fisher zu entlassen und den Spezialteams-Koordinater John Fassel zum Interims-Trainer zu befördern.
Am 12. Januar 2017 ernannten die Rams Sean McVay zu ihrem neuen Head Coach. Im Alter von 30 Jahren wurde er zum jüngsten Head Coach der Geschichte der NFL. Ähnlich wie die Vorsaison begannen die Rams die Saison 2017 mit einer 3:2-Bilanz. Danach gelangen der Mannschaft vier Siegen in Folge, wobei gegen die Arizona Cardinals ein sogenannter shutout erreicht wurde, das heißt die Mannschaft hatte keine gegnerischen Punkte zugelassen. Jared Goff und Todd Gurley, die in der Vorsaison nur mittelmäßig spielten, konnte in den Spielen wieder ihre Leistungen zeigen. Die Neuzugänge Sammy Watkins, Robert Woods und der neu gedraftete Cooper Kupp machten einen so großen Eindruck, dass die 2017er Rams mit den Rams der „Greatest Show on Turf“ verglichen wurde. Am 26. November 2017 besiegten die Rams die New Orleans Saints mit 26:20, wodurch sie das erste Jahr seit 2006 nicht mehr Niederlagen als Siege hatten. Eine Woche später besiegten sie die Cardinals mit 32:16, wodurch sie die erste Saison mit mehr Siegen als Niederlagen seit 2003 erreichten. Am 24. Dezember besiegten sie die Titans mit 27:23, womit sie die NFC West zum ersten Mal seit 2003 wieder gewinnen konnten. Eine weitere Leistung, die keine andere Mannschaft vor den Rams schaffte, war die hohe Steigerung ihrer Punktgewinne. Konnte man 2016 nur 224 Punkte erzielen (schlechtester Wert aller 32 Mannschaften), so konnte man 2017 478 Punkte erzielen (bester Wert aller 32 Mannschaften). Im ersten Play-off-Spiel der Rams seit 2004 standen sie zu Hause den Falcons gegenüber. Das Spiel wurde jedoch mit 13:26 verloren.
In der Saison 2018 erreichten die Rams den Super Bowl LIII. Sie traten zum zweiten Mal nach 2002 gegen die New England Patriots an, damals noch als St. Louis Rams. Das Spiel wurde am 3. Februar 2019 im Mercedes-Benz Stadium in Atlanta, Georgia, ausgetragen. Die New England Patriots gewannen mit 13:3 ihren sechsten Super Bowl.
In der Saison 2021 erreichten die Rams den Super Bowl LVI im eigenen Stadion, welchen sie mit 23:20 gegen die Cincinnati Bengals gewannen. Zum Super Bowl MVP wurde Wide Receiver Cooper Kupp gewählt.

## Spieler

### Aktueller Kader
| Abkürzungen der Spieler-Positionen im American Football | Abkürzungen der Spieler-Positionen im American Football |
| ------------------------------------------------------- | --- |
| Offense                                                 | QB – Quarterback \| RB – Runningback \| FB – Fullback \| TE – Tight End \| E/WR – Wide Receiver \| T – Tackle \| G – Guard \| C – Center |
| Defense                                                 | DT – Defensive Tackle \| DE – Defensive End \| NT – Nose Tackle \| LB – Linebacker \| ILB – Inside Linebacker \| MLB – Middle Linebacker \| OLB – Outside Linebacker \| CB – Cornerback \| NB – Nickelback \| FS – Free Safety \| SS – Strong Safety |
| Special Teams                                           | K – Kicker \| P – Punter \| KS – Kicking Specialist \| KOS – Kickoff Specialist \| LS – Long Snapper \| RS – Return Specialist \| KOR/KR – Kick Returner \| PR – Punt Returner \| PP – Punt Protector                                                |

### Trikotnummern, die nicht mehr vergeben werden
| Retired Numbers der Los Angeles Rams | Retired Numbers der Los Angeles Rams | Retired Numbers der Los Angeles Rams | Retired Numbers der Los Angeles Rams | Retired Numbers der Los Angeles Rams |
| Nr.                                  | Spieler                              | Position                             | Zeitraum                             |                                      |
| ------------------------------------ | ------------------------------------ | ------------------------------------ | ------------------------------------ | ------------------------------------ |
| 7                                    | Bob Waterfield                       | QB, K, P                             | 1945–1952                            |                                      |
| 28                                   | Marshall Faulk                       | RB                                   | 1999–2006                            |                                      |
| 29                                   | Eric Dickerson                       | RB                                   | 1983–1987                            |                                      |
| 74                                   | Merlin Olsen                         | DT                                   | 1962–1976                            |                                      |
| 75                                   | Deacon Jones                         | DE                                   | 1961–1971                            |                                      |
| 78                                   | Jackie Slater                        | T                                    | 1976–1995                            |                                      |
| 80                                   | Isaac Bruce                          | WR                                   | 1994–2007                            |                                      |
| 85                                   | Jack Youngblood                      | DE                                   | 1971–1984                            |                                      |

### Mitglieder in der Pro Football Hall of Fame
Bislang wurden für die Cleveland, Los Angeles oder St. Louis Rams 20 Spieler in die Pro Football Hall of Fame aufgenommen. Zusätzlich wurden zwölf weitere ehemalige Rams aufgenommen, jedoch für Tätigkeiten bei anderen Mannschaften.
| Pro Football Hall of Fame Mitglieder | Pro Football Hall of Fame Mitglieder | Pro Football Hall of Fame Mitglieder | Pro Football Hall of Fame Mitglieder | Pro Football Hall of Fame Mitglieder |
| Trikotnummer                         | Name                                 | Position                             | Zeit bei den Rams                    | Jahr der Aufnahme                    |
| ------------------------------------ | ------------------------------------ | ------------------------------------ | ------------------------------------ | ------------------------------------ |
| 7                                    | Bob Waterfield                       | QB, K, P                             | 1945–1952                            | 1965                                 |
| –                                    | Dan Reeves                           | Besitzer                             | 1941–1971                            | 1967                                 |
| 40                                   | Elroy Hirsch                         | RB, WR                               | 1949–1957                            | 1968                                 |
| 55/80                                | Tom Fears                            | End                                  | 1948–1956                            | 1970                                 |
| 84                                   | Andy Robustelli                      | DE                                   | 1951–1955                            | 1971                                 |
| 25/11                                | Norm Van Brocklin                    | QB, P                                | 1949–1957                            | 1971                                 |
| 33                                   | Ollie Matson                         | Flanker                              | 1959–1962                            | 1973                                 |
| 61                                   | Bill George                          | LB                                   | 1966                                 | 1974                                 |
| 81                                   | Night Train Lane                     | CB                                   | 1952–1953                            | 1974                                 |
| 75                                   | Deacon Jones                         | DE                                   | 1961–1971                            | 1980                                 |
| 74                                   | Merlin Olsen                         | DT                                   | 1962–1976                            | 1982                                 |
| –                                    | Sid Gillman                          | End Trainer                          | 1936 1955–1959                       | 1983                                 |
| 12                                   | Joe Namath                           | QB                                   | 1977                                 | 1985                                 |
| –                                    | Tex Schramm                          | Funktionär                           | 1947–1956                            | 1991                                 |
| 29                                   | Tommy McDonald                       | WR                                   | 1965–1966                            | 1998                                 |
| 29                                   | Eric Dickerson                       | RB                                   | 1983–1987                            | 1999                                 |
| 65                                   | Tom Mack                             | G                                    | 1966–1978                            | 1999                                 |
| 78                                   | Jackie Slater                        | T                                    | 1976–1995                            | 2001                                 |
| 73                                   | Ron Yary                             | T                                    | 1982                                 | 2001                                 |
| 85                                   | Jack Youngblood                      | DE                                   | 1971–1984                            | 2001                                 |
| –                                    | George Allen                         | Trainer                              | 1966–1970                            | 2002                                 |
| 22                                   | James Lofton                         | WR                                   | 1993                                 | 2003                                 |
| 76                                   | Bob Brown                            | T                                    | 1969–1970                            | 2004                                 |
| 28                                   | Marshall Faulk                       | RB                                   | 1999–2006                            | 2011                                 |
| 67/48                                | Les Richter                          | LB, K                                | 1954–1962                            | 2011                                 |
| 35                                   | Aeneas Williams                      | CB, S                                | 2001–2004                            | 2014                                 |
| 36                                   | Jerome Bettis                        | RB                                   | 1993–95                              | 2015                                 |
| 91                                   | Kevin Greene                         | LB                                   | 1985–1992                            | 2016                                 |
| 76                                   | Orlando Pace                         | T                                    | 1997–2008                            | 2016                                 |
| 13                                   | Kurt Warner                          | QB                                   | 1998–2004                            | 2017                                 |
| 80                                   | Isaac Bruce                          | WR                                   | 1997–2007                            | 2021 a                               |
| 73                                   | Winston Hill                         | T                                    | 1977                                 | 2021 a                               |
| –                                    | Dick Vermeil                         | Trainer                              | 1997–1999                            | 2022                                 |

## Trainer (Head Coaches)

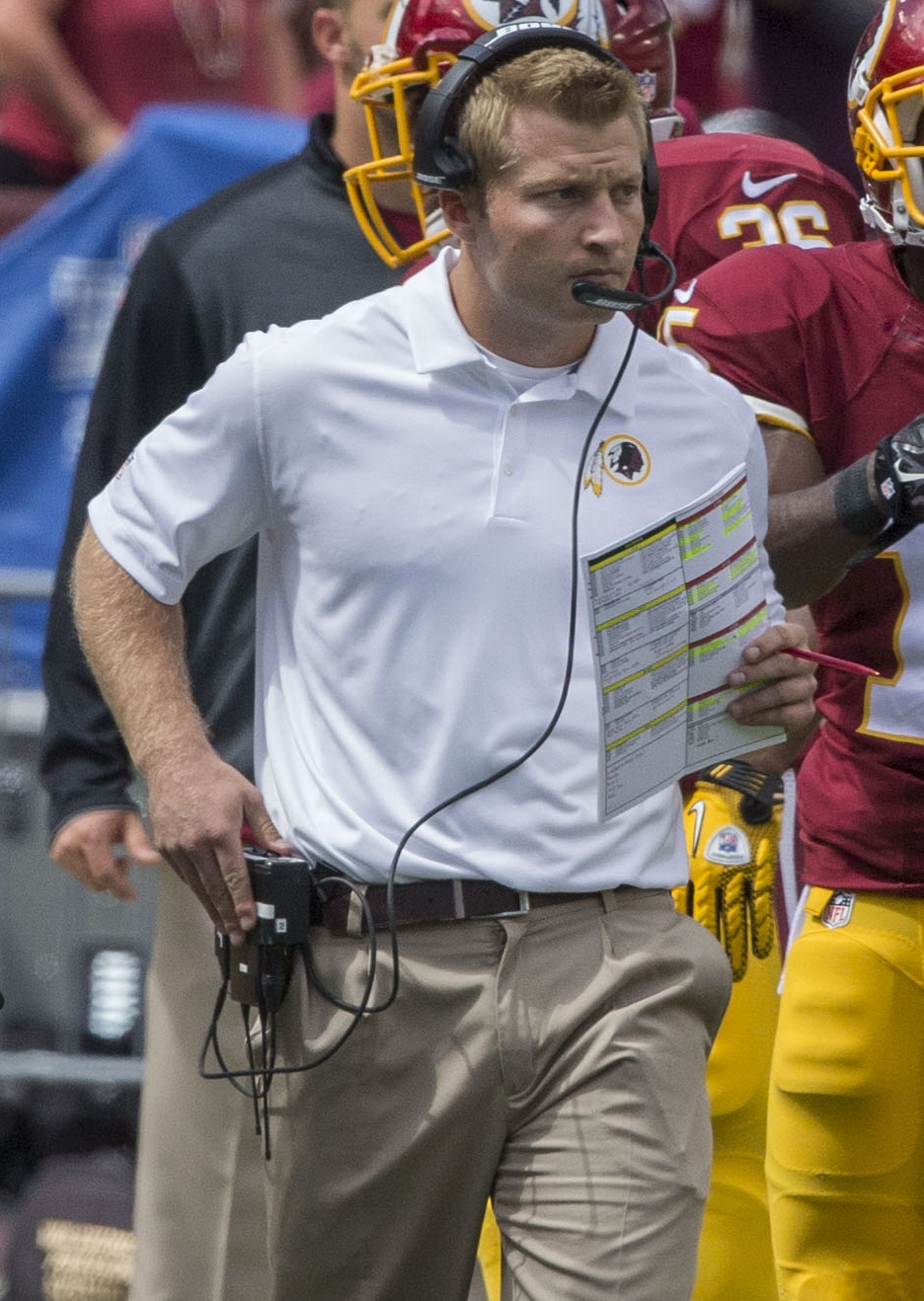
Sean McVay – seit der Saison 2017 Head Coach der Rams

| #         | Reihenfolge der Trainer                          |
| Spiele    | Spiele als Trainer                               |
| S         | Siege                                            |
| N         | Niederlagen                                      |
| UE        | Unentschieden                                    |
| Gewonnen% | Siegquote                                        |
| *         | Ausschließlich bei den Rams als Head Coach aktiv |

Stand: 18. Spielwoche 2024
| #                | Name               | Zeitraum    | Regular Season | Regular Season | Regular Season | Regular Season | Regular Season | Play-offs | Play-offs | Play-offs | Erfolge/Auszeichnungen | Referenz      |
| #                | Name               | Zeitraum    | Spiele         | S              | N              | UE             | Gewonnen%      | Spiele    | S         | N         | Erfolge/Auszeichnungen | Referenz      |
| ---------------- | ------------------ | ----------- | -------------- | -------------- | -------------- | -------------- | -------------- | --------- | --------- | --------- | --- | ------------- |
| Cleveland Rams   |                    |             |                |                |                |                |                |           |           |           | |               |
| 1                | Damon Wetzel       | 1936        | 9              | 5              | 2              | 2              | .714           | –         | –         | –         | | [ 19 ]        |
| 2                | Hugo Bezdek* 1     | 1937–1938   | 14             | 1              | 13             | 0              | .071           | –         | –         | –         | | [ 20 ]        |
| 3                | Art Lewis*         | 1938        | 8              | 4              | 4              | 0              | .500           | –         | –         | –         | | [ 21 ]        |
| 4                | Dutch Clark        | 1939–1942 2 | 44             | 16             | 26             | 2              | .386           | –         | –         | –         | | [ 22 ]        |
| 5                | Aldo Donelli       | 1944        | 10             | 4              | 6              | 0              | .400           | –         | –         | –         | | [ 23 ]        |
| 6                | Adam Walsh*        | 1945        | 10             | 9              | 1              | 0              | .900           | 1         | 1         | 0         | NFL Championship (1945) | [ 24 ]        |
| Los Angeles Rams |                    |             |                |                |                |                |                |           |           |           | |               |
| –                | Adam Walsh*        | 1946        | 11             | 6              | 4              | 1              | .600           | –         | –         | –         | | [ 24 ]        |
| 7                | Bob Snyder*        | 1947        | 12             | 6              | 6              | 0              | .500           | –         | –         | –         | | [ 25 ]        |
| 8                | Clark Shaughnessy* | 1948–1949   | 24             | 14             | 7              | 3              | .645           | 1         | 0         | 1         | | [ 26 ]        |
| 9                | Joe Stydahar 3     | 1950–1952   | 25             | 17             | 8              | 0              | .680           | 3         | 2         | 1         | NFL Championship (1951) | [ 27 ]        |
| 10               | Hamp Pool*         | 1952–1954   | 35             | 23             | 10             | 2              | .685           | 1         | 0         | 1         | Sporting News NFL Trainer des Jahres (1952) | [ 28 ]        |
| 11               | Sid Gillman        | 1955–1959   | 60             | 28             | 31             | 1              | .475           | 1         | 0         | 1         | | [ 29 ]        |
| 12               | Bob Waterfield* 4  | 1960–1962   | 34             | 9              | 24             | 1              | .279           | –         | –         | –         | | [ 30 ]        |
| 13               | Harland Svare      | 1962–1965   | 48             | 14             | 31             | 3              | .322           | –         | –         | –         | | [ 31 ]        |
| 14               | George Allen       | 1966–1970   | 70             | 49             | 17             | 4              | .728           | 2         | 0         | 2         | AP NFL Trainer des Jahres (1967) UPI NFL Trainer des Jahres (1967) Sporting News NFL Trainer des Jahres (1967)                                                                                      | [ 32 ]        |
| 15               | Tommy Prothro      | 1971–1972   | 28             | 14             | 12             | 2              | .535           | –         | –         | –         | | [ 33 ]        |
| 16               | Chuck Knox         | 1973–1977   | 70             | 54             | 15             | 1              | .778           | 8         | 3         | 5         | Pro Football Weekly NFL Trainer des Jahres (1973) AP NFL Trainer des Jahres (1973) Sporting News NFL Trainer des Jahres (1973) UPI NFL Trainer des Jahres (1973)                                    | [ 34 ]        |
| 17               | Ray Malavasi       | 1978–1982   | 73             | 40             | 33             | 0              | .547           | 6         | 3         | 3         | | [ 35 ]        |
| 18               | John Robinson*     | 1983–1991   | 143            | 75             | 68             | 0              | .524           | 10        | 4         | 6         | | [ 36 ]        |
| –                | Chuck Knox         | 1992–1994   | 48             | 15             | 33             | 0              | .312           | –         | –         | –         | | [ 34 ]        |
| St. Louis Rams   |                    |             |                |                |                |                |                |           |           |           | |               |
| 19               | Rich Brooks*       | 1995–1996   | 32             | 13             | 19             | 0              | .406           | –         | –         | –         | | [ 37 ]        |
| 20               | Dick Vermeil       | 1997–1999   | 48             | 22             | 26             | 0              | .458           | 3         | 3         | 0         | Maxwell Football Club NFL Trainer des Jahres (1999) Pro Football Weekly NFL Trainer des Jahres (1999) AP NFL Trainer des Jahres (1999) Sporting News NFL Trainer des Jahres (1999) Super Bowl XXXIV | [ 38 ]        |
| 21               | Mike Martz* 5      | 2000–2005   | 85             | 53             | 32             | 0              | .623           | 7         | 3         | 4         | | [ 39 ]        |
| 22               | Joe Vitt           | 2005        | 11             | 4              | 7              | 0              | .364           | –         | –         | –         | | [ 40 ]        |
| 23               | Scott Linehan*     | 2006–2008   | 36             | 11             | 25             | 0              | .344           | –         | –         | –         | | [ 41 ]        |
| 24               | Jim Haslett        | 2008        | 12             | 2              | 10             | 0              | .167           | –         | –         | –         | | [ 42 ]        |
| 25               | Steve Spagnuolo*   | 2009–2011   | 48             | 10             | 38             | 0              | .208           | –         | –         | –         | | [ 43 ]        |
| 26               | Jeff Fisher        | 2012–2015   | 64             | 27             | 36             | 1              | .430           | –         | –         | –         | | [ 44 ]        |
| Los Angeles Rams |                    |             |                |                |                |                |                |           |           |           | |               |
| –                | Jeff Fisher 6      | 2016        | 13             | 4              | 9              | 0              | .308           | –         | –         | –         | | [ 44 ]        |
| 27               | John Fassel*       | 2016        | 3              | 0              | 3              | 0              | .000           | –         | –         | –         | | [ 45 ] [ 46 ] |
| 28               | Sean McVay*        | 2017–       | 132            | 80             | 52             | 0              | .606           | 13        | 8         | 5         | AP NFL Trainer des Jahres (2017) Super Bowl LVI | [ 47 ]        |

## Uniformen und Logo
Die Rams waren die erste Mannschaft, die ihre Helme gestaltete. Fred Gehrke kam 1948 auf die Idee, die Helme seiner Team-Kollegen mit Hörnern zu bemalen, was bis heute das Markenzeichen der Rams ist. Andere Teams folgten dem Beispiel, so haben z. B. die Philadelphia Eagles Flügel, die Los Angeles Chargers Blitze oder die Cincinnati Bengals ein Tigermuster auf ihren Helmen.
Mit dem Umzug nach Los Angeles 2016 änderten die Rams die Farbe des Horns und der Facemask auf weiß. Auch führten sie neue weiße und blaue Hosen ein. Nur das Trikot übernahmen sie wie zur Zeit in St. Louis. Die an den Uniformen aus dem ersten Los-Angeles-Aufenthalt angelehnten Throwback-Uniformen, die die Rams während der Zeit in St. Louis hatten, wurde jedoch zur primären Uniform gemacht.
Mit dem Umzug in ihr neues Stadion gaben die Rams am 23. März 2020 ihr neues Logo bekannt. Das neue Logo zeigt die Buchstaben „L“ und „A“, wobei sich aus dem „A“ ein Widderhorn entwickelt und zwischen den beiden Buchstaben einkrümmt. Zudem ähnelt das Horn nun auch einer brechenden Welle, was die Nähe Los Angeles zum Meer repräsentieren soll. Wie auch beim ersten Aufenthalt der Rams in Los Angeles wurden die Teamfarben wieder zu blau und gold.

## Trivia
Im Film Der Himmel soll warten geht es um einen fiktionalen Quarterback der Los Angeles Rams, welcher versucht das Team in den Super Bowl zu bringen.
Als Teilnehmer des Super Bowl LIII waren die Rams die erste Mannschaft, die dort auch mit männlichen Cheerleadern auftraten.

## Bilanzen und Rekorde
Los Angeles Rams/Zahlen und Rekorde stellt wichtige Rekorde bei den Rams, die Saisonbilanzen seit 1936 und die Erstrunden Draft-Picks seit 1937 dar.